# Walter Murch
Walter Scott Murch (New York, 12 juli 1943) is een Amerikaans filmeditor, sounddesigner, scenarioschrijver en filmregisseur. Hij is drievoudig Oscarwinnaar.

## Biografie
Murch werd geboren als de zoon van Katharine Scott en Walter Tandy Murch. Zijn vader was een Canadees schilder. Reeds als kind experimenteerde Munch met geluidsopnames. Hij studeerde aan de Collegiate School in New York en sloot zich nadien aan bij de Johns Hopkins-universiteit in Baltimore, waar hij de latere cameraman Caleb Deschanel leerde kennen. Beiden studeerden nadien aan de filmschool van de University of Southern California. Daar maakte hij deel uit van The Dirty Dozen, een groep jonge, talentvolle filmmakers die in de belangstelling stonden van Hollywood. Ook Deschanel, George Lucas en John Milius maakten deel uit van de groep.
Na zijn studies maakte hij net als George Lucas de overstap naar American Zoetrope, het in San Francisco gevestigde productiebedrijf van regisseur Francis Ford Coppola. Als gevolg daarvan verhuisde hij in 1972 met zijn gezin naar Bolinas. Murch werkte als soundmixer en designer mee aan verschillende producties van Coppola, waaronder films als The Godfather (1972), The Conversation (1974) en Apocalypse Now (1979). Met Lucas werkte hij in de jaren 1970 samen aan THX 1138 (1971) en American Graffiti (1973).
In 1977 ging Murch ook aan de slag als editor. Zijn eerste project als editor was het drama Julia (1977) van regisseur Fred Zinnemann. In de daaropvolgende jaren monteerde hij ook films als Ghost (1990), The English Patient (1996) en The Talented Mr. Ripley (1999). In 1985 maakte hij zijn regiedebuut met Return to Oz, een vervolg op de filmklassieker The Wizard of Oz (1939).

## Prijzen en nominaties
| Prijs         | Categorie     | Film                          | Uitslag     |
| ------------- | ------------- | ----------------------------- | ----------- |
| Academy Award | Beste geluid  | The Conversation (1974)       | Genomineerd |
| Academy Award | Beste montage | Julia (1977)                  | Genomineerd |
| Academy Award | Beste montage | Apocalypse Now (1979)         | Genomineerd |
| Academy Award | Beste geluid  | Apocalypse Now (1979)         | Gewonnen    |
| Academy Award | Beste montage | The Godfather Part III (1990) | Genomineerd |
| Academy Award | Beste montage | Ghost (1990)                  | Genomineerd |
| Academy Award | Beste montage | The English Patient (1996)    | Gewonnen    |
| Academy Award | Beste geluid  | The English Patient (1996)    | Gewonnen    |
| Academy Award | Beste montage | Cold Mountain (2003)          | Genomineerd |
| BAFTA         | Beste geluid  | The Conversation (1974)       | Gewonnen    |
| BAFTA         | Beste montage | The Conversation (1974)       | Gewonnen    |
| BAFTA         | Beste montage | Julia                         | Genomineerd |
| BAFTA         | Beste geluid  | Apocalypse Now (1979)         | Genomineerd |
| BAFTA         | Beste montage | Apocalypse Now (1979)         | Genomineerd |
| BAFTA         | Beste geluid  | The English Patient (1979)    | Genomineerd |
| BAFTA         | Beste montage | The English Patient (1979)    | Gewonnen    |
| BAFTA         | Beste montage | Cold Mountain (2003)          | Genomineerd |
| BAFTA         | Beste geluid  | Cold Mountain (2003)          | Genomineerd |

## Filmografie
| Jaar | Titel                             | Functie          |
| ---- | --------------------------------- | ---------------- |
| 1969 | The Rain People                   | geluid           |
| 1971 | THX 1138                          | scenario, geluid |
| 1973 | American Graffiti                 | geluid           |
| 1974 | The Conversation                  | geluid           |
| 1974 | The Godfather Part II             | geluid           |
| 1977 | Julia                             | montage          |
| 1979 | Apocalypse Now                    | montage, geluid  |
| 1981 | Dragonslayer                      | geluid           |
| 1985 | Return to Oz                      | regie, scenario  |
| 1988 | The Unbearable Lightness of Being | montage          |
| 1990 | Ghost                             | montage, geluid  |
| 1990 | The Godfather Part III            | montage, geluid  |
| 1993 | Romeo Is Bleeding                 | montage, geluid  |
| 1993 | House of Cards                    | montage          |
| 1994 | I Love Trouble                    | montage          |
| 1995 | First Knight                      | montage, geluid  |
| 1996 | The English Patient               | montage, geluid  |
| 1999 | The Talented Mr. Ripley           | montage, geluid  |
| 2002 | K-19: The Widowmaker              | montage, geluid  |
| 2003 | Cold Mountain                     | montage, geluid  |
| 2005 | Jarhead                           | montage, geluid  |
| 2007 | Youth Without Youth               | montage, geluid  |
| 2009 | Tetro                             | montage, geluid  |
| 2010 | The Wolfman                       | montage          |
| 2015 | Project T                         | montage          |